# كالي كوسكينين
كالي كوسكينين (بالفنلندية: Kalle Koskinen)‏ هو لاعب هوكي الجليد فنلندي، ولد في 3 يناير 1972 في يوفاسكولا في فنلندا.

## وصلات خارجية
- كالي كوسكينين على موقع EliteProspects.com (الإنجليزية)
- كالي كوسكينين على موقع HockeyDB.com (الإنجليزية)